# Jeff Nygaard
Jeff Nygaard (* 3. August 1972  in Madison, Wisconsin) ist ein ehemaliger US-amerikanischer Volleyball- und Beachvolleyballspieler. Er nahm dreimal an Olympischen Spielen teil.

## Karriere
Jeff Nygaard spielte von 1993 bis 2000 in der US-amerikanischen Nationalmannschaft. Er gewann 1994 die Bronzemedaille bei der Weltmeisterschaft in Griechenland und nahm 1996 an den Olympischen Spielen in Atlanta sowie 2000 an den Olympischen Spielen in Sydney teil, wo er aber jeweils schon nach der Vorrunde ausschied. Danach wechselte er zum Beachvolleyball und spielte seit 2001 auf der AVP Tour. Mit Dain Blanton spielte er 2003 und 2004 auch international. Blanton/Nygaard belegten bei der Weltmeisterschaft 2003 in Rio de Janeiro Platz fünf. 2004 nahmen sie an den Olympischen Spielen in Athen teil, schieden aber als Gruppenletzter nach der Vorrunde aus. Anschließend spielte Nygaard bis 2010 erfolgreich auf der AVP-Tour, u. a. mit Dax Holdren, John Hyden und John Mayer.